# 온 더 랏
《온 더 랏》은 2007년에 미국에서 방송된 할리우드 차세대 영화 감독을 뽑는 서바이벌 리얼리티 프로그램이다. 12000명이 참가했으며 18명이 본선에 진출했다. 단편 영화 제작을 통해 탈락자를 선정하며 우승자는 드림웍스와 백만 달러의 계약을 맺게 된다.